# الأوضاع الجسدية

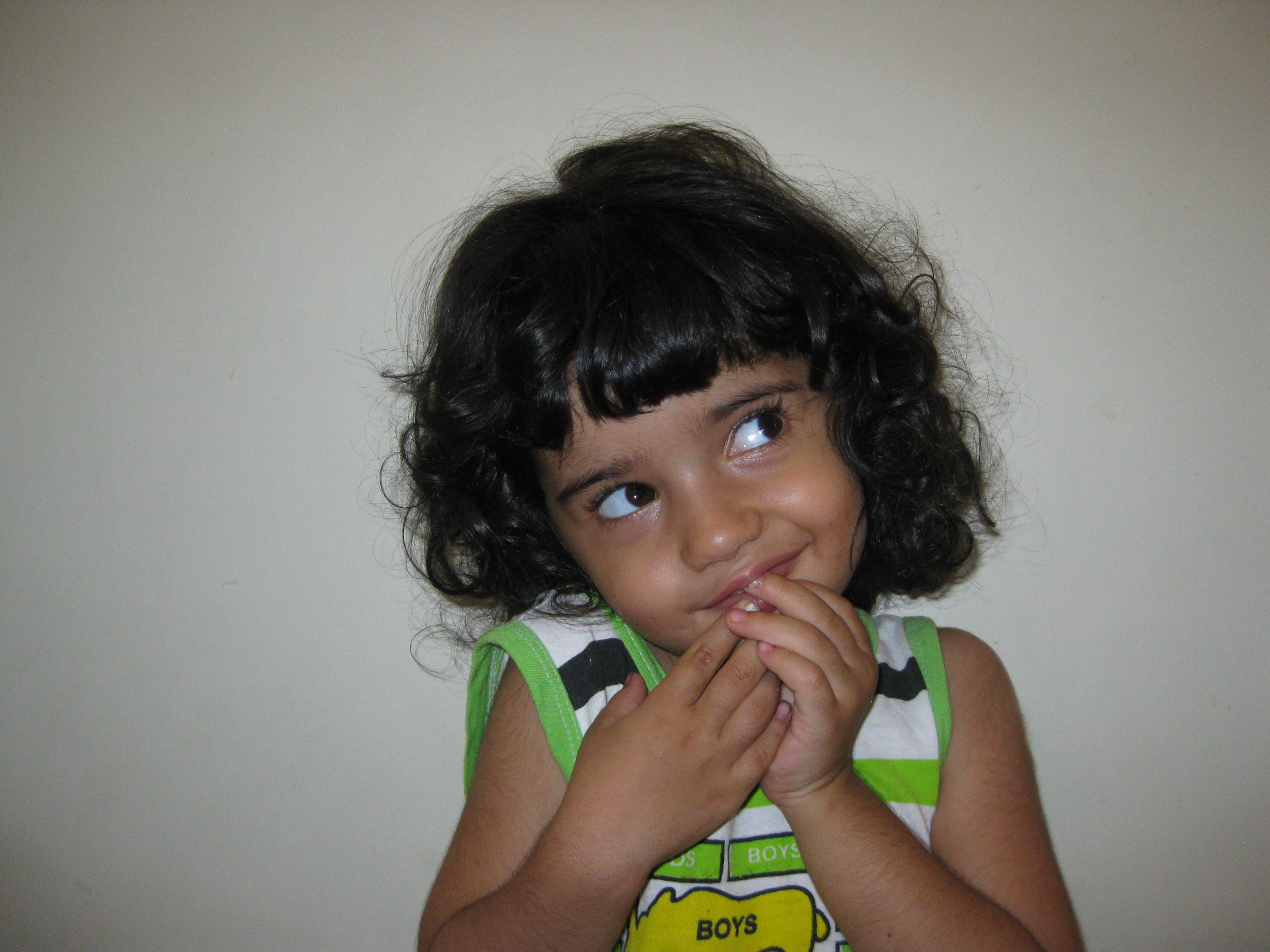
وَقْفَة طِفْلَةِ أَثْنَاءَ اَلتَّصْوِيرِ

اَلْأَوْضَاع اَلْجَسَدِيَّةِ هِيَ حَرَكَةُ أَوْ وَضْعِ مَا يَخْلُقُهُ اَلشَّخْصُ عَنْ طَرِيقِ تَحْرِيكِ جَسَدِهِ . وَالْغَرَضُ مِنْ اَلْإِيمَاءَةِ هُوَ نَوْعٌ مِنْ اَلتَّوَاصُلِ غَيْرِ اَللَّفْظِيِّ . تَنْقَسِمَ أَعْضَاءً Nehash إِلَى أَنْوَاعٍ مُخْتَلِفَةٍ حَسَبَ اَلْغَرَضِ مِنْ اَلِاتِّصَالِ وَنَوْعِ وَحَرَكَةُ اَلْأَعْضَاءِ .